# (1627) Ivar
(1627) Ivar est un gros astéroïde Amor qui fut découvert en 1929 par Ejnar Hertzsprung à l'observatoire de l'Union à Johannesbourg en Afrique du Sud. Bien qu'il ne croise pas l'orbite de la Terre, pendant la période 1900-2100 il passera plus près de la Terre en 2074 à 0,141 ua (21 093 300 km) que de Mars (0,150 ua (22 439 700 km) en 1975).

## Compléments